# اوتاراکند
اوتاراکند یا اوتاراکهَند یا اوتارانچال (به معنی: منطقه، قسمت شمالی)، یکی از ایالت‌های شمالی کشور هندوستان است که در نوامبر سال ۲۰۰۰ از هیمالایا و استان مجاور اوتار پرادش به عنوان بیست و هفتمین ایالت هندوستان جدا شد.